# آرکیتکتس
آرکیتکتس (انگلیسی: Architects) یک گروه متال‌کور انگلیسی از برایتون، ساسکس شرقی است که در سال ۲۰۰۴ آغاز به کار کرد.